# José Yuraszeck Doggenweiler
José Yuraszeck Doggenweiler (Puerto Montt, 1898- 1950) fue un agricultor y político conservador chileno. 

## Biografía
Hijo de Vicente Yuraszeck Barril y Elena Doggenweiler Brahm. Cuñado del exalcalde José Brahm Appel. Contrajo matrimonio con Madelen Brahm Fuchslocher.
Educado en el Instituto Comercial de Valdivia —en la ciudad homónima— y se dedicó luego a la empresa agrícola familiar, con algunos predios en la zona cerca de Frutillar.
Militante del Partido Conservador. Fue elegido alcalde de la Municipalidad de Puerto Montt (1941-1944). Durante su administración, extendió el tendido eléctrico de la ciudad hasta los sectores rurales. 